# 赞婆
噶尔·没陵赞藏顿（藏語：མགར་འབྲིང་རྩན་རྩང་སྟོང།，威利转写：mgar 'bring rtsan rtsang stong，生卒年不详），又名贊婆（藏語：བཙན་བ，威利转写：btsan ba），汉文文献中称之为赞婆或论赞婆，吐蕃贵族，出身噶尔氏家族。
赞婆是禄东赞（噶尔·东赞域松）第三子，也是赞悉若（噶尔·赞聂多布）和论钦陵（噶尔·钦陵赞卓）之弟。禄东赞死后，噶尔氏兄弟把持吐蕃朝政，赞婆负责率兵把守东部与唐朝接壤的边境。676年（上元三年），率兵迎接唐朝使节娄师德，与唐朝达成和约。但数年后又率兵与唐朝争战，681年（开耀元年），赞婆率军试图在良非川屯田，被唐将黑齿常之击败，被斩首2000级。685年，大相赞悉若暴卒，论钦陵继任吐蕃大相，赞婆亦被任命为贡论。根據《吐蕃大事紀年》記載，在690年，他曾與巴曹·野贊通保（藏語：པ་ཙབ་རྒྱལ་ཙན་ཐོམ་པོ）二人徵收腰茹地區（藏語：གཡོ་རུ，今雅礱昌珠一帶）的地畝稅賦。696年，武周以王孝杰为肃边道行军大总管，以娄师德为副总管，攻打吐蕃。论钦陵与赞婆率军迎击，在素罗汗山大破周军。
随着一次次战功，噶尔氏家族的威望和地位不断提高，甚至超越了赞普赤都松赞。这使得赤都松赞非常不满，双方关系已达到水火不容的地步。698年（圣历元年），赤都松赞假借狩猎之机，纠集军队，逮捕噶尔氏家族及其党羽两千多人，并召见论钦陵。机警的论钦陵拒不从命，拥兵反抗，兵败自杀。赞婆闻变，携论弓仁（噶尔·莽布支），率领其统帅的吐谷浑部落一千四百帐到凉州，归附武周。赞婆到达长安，获得武则天的接见。武则天甚为优待他，赏赐甚为丰厚，封之为特进、右卫大将军、归德郡王。驻守凉州洪源谷（在凉州昌松县界）。
赞婆的叛逃对与吐蕃来说是一个重大损失。噶尔氏一族失势之后，吐蕃失去优秀的统帅，数次对外战争皆遭遇失败。700年（久视元年），吐蕃派遣麹·莽布支拉松攻打凉州，围攻昌松县，试图铲除赞婆的势力。但麹·莽布支拉松没有军事才能，被凉州都督唐休璟大败。论赞婆死后，追封安西大都护。